# كيريل كوندراشين
كيريل بتروفيتش كوندراشين (6 مارس 1914-7 مارس 1914) هو قائد الأوركسترا روسي. فاز بجائزة جرامي لأفضل أداء كلاسيكي - كونشيرتو أو عازف منفرد مع الأوركسترا في عام 1960.